# 참산부추
참산부추는 부추속의 여러해살이풀이다. 세모부추라고도 부른다. 한반도 및 인접한 중국 둥베이, 러시아 극동이 원산이다.